# Klumpig roststekelfluga
Klumpig roststekelfluga (Sicus abdominalis) är en tvåvingeart som beskrevs av Krober 1915. Klumpig roststekelfluga ingår i släktet Sicus och familjen stekelflugor. Enligt den svenska rödlistan är arten nationellt utdöd i Sverige. . Arten har tidigare förekommit i Götaland men är numera lokalt utdöd. Artens livsmiljö är jordbrukslandskap. Inga underarter finns listade i Catalogue of Life.